# Фурье-спектроскопия
Фурье́-спектроскопи́я (англ. Fourier-transform spectroscopy) — совокупность методов измерений спектров различной природы (оптических, ЯМР, ЭПР и др.), в которых спектр вычисляется не по интенсивности сигнала, как например, в призменных спектроскопах, а по отклику во временной (ЯМР, ЭПР, масс-спектроскопия) или пространственной области (для оптических спектроскопов).
Методы Фурье-спектроскопии в пространственной области удобны и часто применяются в оптической спектроскопии, спектроскопии в инфракрасной области (FTIR, FT-NIRS).
Также используются в ЯМР-спектроскопии, масс-спектрометрии и спектрометрии ЭПР.
Термин Фурье-спектроскопия подчёркивает, что для получения спектра по временному или пространственному отклику спектроскопа требуется произвести  Фурье-преобразование. Восстановление спектра с помощью преобразования Фурье требует большой вычислительной мощности и производится с помощью ЭВМ.
В оптических Фурье-спектрометрах используются интерферометры, в которых измеряется интерферограмма двух пучков исследуемого излучения с переменной оптической разностью хода этих пучков. Для получения спектра при измерении интерференции разность хода лучей плавно изменяют, обычно с помощью подвижного зеркала. При изменении разности хода лучей в результате интерференции интенсивность сигнала фотоприёмника изменяется. В опыте записывается сигнал фотоприёмника в зависимости от координаты подвижного зеркала. Массив этих данных представляет собой Фурье-образ спектра в зависимости от разности хода пучков (функцию распределения энергии излучения по частоте) согласно теореме Хинчина — Колмогорова.

## Измерение спектра излучения
Одна из основных задач в спектроскопии — изучение спектра излучения от источника света — определение интенсивности излучения в зависимости от длины волны. Традиционный метод измерения спектра излучения — угловое диспергирование пучков света в зависимости от длины волны с помощью призменных спектрографов или дифракционных решёток.
Также применяют монохроматоры, — приборы, выделяющие узкий спектральный диапазон, причём в монохроматорах длину волн диапазона, выделяемого монохроматором, можно перестраивать. На выходе монохроматора устанавливают фотоприёмник. Таким образом, сканируя с помощью монохроматора весь диапазон излучения получают спектр.
При Фурье-спектроскопии ни призмы, ни дифракционные решётки ни монохроматоры не используются. Спектр восстанавливается по массиву записанных данных интенсивности сигнала фотоприёмника в зависимости от разности хода интерферирующих лучей (координаты подвижного зеркала) и восстановление спектра в терминах длин волн производится посредством  преобразование Фурье в пространственной области.

## Измерение спектра поглощения
Метод Фурье-спектроскопии также используется для измерения спектров поглощения (абсорбционная спектроскопия) различных веществ. Инфракрасные спектры поглощения органических веществ позволяют судить о наличии в молекуле вещества тех или иных функциональных групп и широко применяется в органической химии (см. Инфракрасная спектроскопия, англ. FTIR Spectroscopy).
В абсорбционной спектроскопии измеряют поглощение белого света образцом. Белый свет — это смесь излучений со всеми длинами волн. После пропускания через образец излучение с некоторыми длинами волн поглощается им в той или иной степени. Измеряя спектр прошедшего через образец белого света, получают спектр поглощения. Лампы накаливания излучают приблизительно белый свет. Для точного измерения абсорбционного спектра спектрограф предварительно калибруют без образца. Это связано с тем, что, во-первых, источник белого света имеет различную интенсивность на разных длинах волн (приблизительно как излучение абсолютно чёрного тела), во-вторых, фотоприёмник имеет различную чувствительность для разных длин волн (спектральная чувствительность), в-третьих, элементы оптической системы (линзы, светоделительные элементы) не совсем «бесцветны» и тоже вносят спектральные искажения. После измерения спектра поглощения образца, зная характеристику спектральных искажений самого спектрографа, можно скорректировать полученный спектр для получения истинного спектра поглощения.

## Фурье-спектроскопия синтерферометром Майкельсона
Фурье-спектрометр представляет собой модифицированный дополнительными устройствами, в частности подвижным зеркалом и другими сервисными функциями интерферометр Майкельсона, изобретённый Майкельсоном и применённый им в классических опытах по обнаружению «эфирного ветра» Майкельсона — Морли (1880-е годы).
Свет от источника (при измерении спектра излучения) или белый свет от источника, прошедший через образец (при измерении абсорбционного спектра) разделяется на два ортогональных пучка с помощью полупрозрачного светоделительного зеркала пластины. Один из пучков отражается от неподвижного зеркала, второй — от подвижного зеркала. Перемещение подвижного зеркала позволяет изменять разность хода лучей пучков. Это же светоделительное зеркало затем соединяет эти два пучка и направляет на фотоприёмник, где пучки интерферируют. Степень ослабления или усиления интенсивности для различных длин волн зависит от разности хода лучей в пучках.
Для прецизионного измерения перемещения подвижного зеркала современные Фурье-спектрографы снабжают опорным оптическим каналом. Пучок света в этом канале получают от высокохроматического и стабильного по длине волны источника света, обычно гелий-неонового лазера. В более дешёвых моделях — от полупроводникового лазера. Интерферограмму опорного пучка получают с помощью вспомогательного фотоприёмника. Вспомогательные зеркала размещают либо вне хода основного пучка, либо внутри основного пучка, как показано на рисунке. Вспомогательные зеркала небольшие и поэтому перекрывают незначительную долю основного пучка.
Интерферограмма вспомогательного пучка представляет собой синусоидальную волну с периодом равным половине длины волны опорного пучка. Так как длина когерентности лазера достигает десятков сантиметров, интерферограмма опорного пучка сохраняется при очень больших разностях хода лучей.
Современные Фурье-спектрометры оснащены компьютерами, которые автоматически управляют записью интерферограмм, калибровкой, обработкой интерферограммы преобразованием Фурье и предоставляют другие удобства.

## Теория работы оптического Фурье-спектрографа
Интенсивность света на детекторе в зависимости от разности хода в интерферометре {\displaystyle p} и длины волны {\displaystyle {\tilde {\nu }}=1/\lambda } определяется как:
{\displaystyle I(p,{\tilde {\nu }})=I({\tilde {\nu }})[1+\cos(2\pi {\tilde {\nu }}p)]},
где {\displaystyle I({\tilde {\nu }})} — определяемый спектр.
Общая интенсивность света на детекторе для всех {\displaystyle p}:
{\displaystyle I(p)=(p,\int _{0}^{\infty }I(p,{\tilde {\nu }})d{\tilde {\nu }})=(p,\int _{0}^{\infty }I({\tilde {\nu }})[1+\cos(2\pi {\tilde {\nu }}p)]d{\tilde {\nu }}).}
Таким образом, при помощи преобразования Фурье спектр определяется по измерению {\displaystyle I(p)}:
{\displaystyle I({\tilde {\nu }})=4\int _{0}^{\infty }[I(p)-{\tfrac {1}{2}}I(p=0)]\cos(2\pi {\tilde {\nu }}p)dp.}

## Импульсные Фурье-спектрометры
В импульсных Фурье-спектрометрах применяется ударное возбуждение микроскопических осцилляторов в образце (ядер водорода при ЯМР или неспаренных электронов при ЭПР).
Популярно можно описать принцип их работы на таком примере. Если одновременно ударить по многим клавишам фортепиано и записать фонограмму, то после обработки фонограммы обратным преобразованием Фурье можно определить, какие клавиши и с какой силой были нажаты, — то есть получить спектр звукового сигнала.
Такие спектрометры применяются в магнитной спектроскопии (ЭПР, ЯМР), в качестве ударного воздействия используются радиочастотные импульсы большой мощности, воздействующие на образец, помещенный в сильное магнитное поле.
В масс-спектрометрии ударное воздействие это — помещение заряженных частиц в скрещённые электрическое и магнитное поля циклотрона.

## Преимущества Фурье-спектроскопии
Одно из важнейших преимуществ Фурье-спектроскопии было описано Питером Фелгеттом (англ. P. B. Fellgett) в его диссертации 1949 года. Преимущество Фелгетта заключается в том, что если при традиционном измерении спектра (например, в сканирующем монохроматоре) шум измерения в первую очередь определяется шумом детектора, то в Фурье-спектрометре имеется возможность снизить шум посредством накопления и улучшить тем самым отношение сигнал/шум, которое пропорционально квадратному корню из m — количество отсчётов в интерферограмме.
Однако, если в шуме детектора преобладает дробовой шум (имеющий равномерную спектральную плотность в пределах спектра), то выигрыш от широкополосности Фурье-спектроскопии в точности компенсируется увеличением шума в широкой полосе спектра. Этим обусловлено то, что Фурье-спектроскопия намного менее применима при измерениях в видимой и ультрафиолетовой областях оптического излучения.
Несмотря на свою высокую технологическую сложность, по сравнению с традиционными спектрометрами, обусловленную прецизионной механикой, Фурье-спектрометры имеют ряд других преимуществ, в том числе:
- Возможность одновременной регистрации всего спектра.
- Непосредственное измерение длин волн.
- Не требуют применения узких щелей для повышения разрешения, как в призменных и дифракционных спектрографах, что увеличивает светосилу и позволяет при прочих равных измерять спектры слабых источников света.

Особенно большое распространение получили ИК Фурье-спектрометры, предназначенные для быстрого получения колебательных спектров различных веществ в инфракрасной области излучения. Наряду с ЯМР-спектроскопией ИК спектры позволяют установить химическую структуру изучаемого вещества.